# Batracharta chinensis
Batracharta chinensis är en fjärilsart som beskrevs av George Francis Hampson 1926. Batracharta chinensis ingår i släktet Batracharta och familjen nattflyn. Inga underarter finns listade i Catalogue of Life.